# Orangenäbbad sparv
Orangenäbbad sparv (Arremon aurantiirostris) är en fågel i familjen amerikanska sparvar inom ordningen tättingar.

## Utseende
Orangenäbbad sparv är en distinkt tecknad och rätt knubbig sparv. Den känns igen på en nästan självlysande orange näbb. Huvudet är tydligt tecknad i svart och vitt, bröstet är svart och strupen vit. 

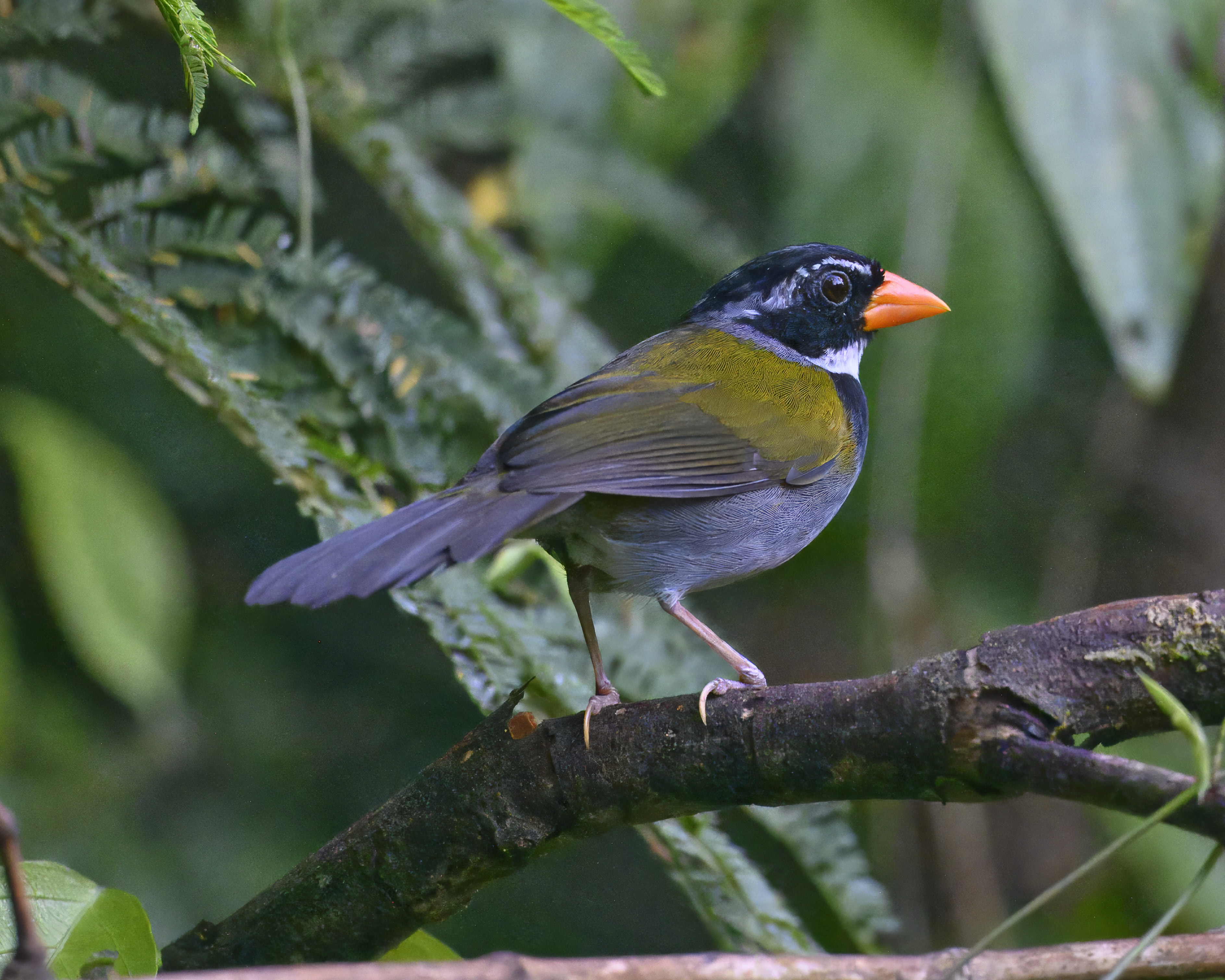

## Utbredning och systematik
Orangenäbbad sparv delas in i åtta underarter med följande utbredning:
- aurantiirostris-gruppen
  - Arremon aurantiirostris saturatus– sluttning mot Karibien i sydöstra Mexiko (Veracruz) till Guatemala och Belize
  - Arremon aurantiirostris rufidorsalis – sluttning mot Karibien i Honduras till Nicaragua och Costa Rica
  - Arremon aurantiirostris aurantiirostris – Stillahavssluttningen i Costa Rica och Panama
  - Arremon aurantiirostris strictocollaris – ostligaste Panama och angränsande nordvästra Colombia (Chocó)
  - Arremon aurantiirostris occidentalis – Stillahavssluttningen i västra Colombia och nordvästra Ecuador
  - Arremon aurantiirostris santarosae – sydväst Ecuador
- Arremon aurantiirostris erythrorhynchus – norra Colombia (mellersta Magdalena, lägre Cauca)
- Arremon aurantiirostris spectabilis – sydöstra Colombia (Putumayo) till östra Ecuador och nordöstra Peru (San Martín)

### Familjetillhörighet
Tidigare fördes de amerikanska sparvarna till familjen fältsparvar (Emberizidae) som omfattar liknande arter i Eurasien och Afrika. Flera genetiska studier visar dock att de utgör en distinkt grupp som sannolikt står närmare skogssångare (Parulidae), trupialer (Icteridae) och flera artfattiga familjer endemiska för Karibien.

## Levnadssätt
Orangenäbbad sparv hittas i fuktiga städsegröna skogar och skogsbryn i tropiska låglänta områden. Den ses ofta i par som vanligen håller sig på eller nära marken i den skuggade undervegetationen.

## Status och hot
Arten har ett stort utbredningsområde, men tros minska i antal, dock inte tillräckligt kraftigt för att den ska betraktas som hotad. Internationella naturvårdsunionen IUCN listar därför arten som livskraftig (LC). Beståndet uppskattas till i storleksordningen 50 000 till en halv miljon vuxna individer.